# Ngọc Hương
Ngọc Hương tên thật là Trần Thị Ngọc Hương, sinh ngày 5 tháng 04 năm 1985 tại Thành phố Hồ Chí Minh, là một người dẫn chương trình của Việt Nam. Cô dẫn rất nhiều chương trình truyền hình đã và đang phát sóng trên các kênh VTV3, VTV9, HTV7, HTV9, THVL1 như chương trình Món ngon mỗi ngày trên HTV7, Vầng trăng cổ nhạc trên HTV9,
Sức sống Việt trên VTV3, Chuyện thật như đùa trên VTV9, Cuộc sống tôi yêu trên VTV9, Hạnh phúc quanh ta trên THVL1...

## Tiểu sử và sự nghiệp
MC Ngọc Hương là Cử nhân chuyên ngành Đông Nam Á học tại Đại học Mở Bán công TP.HCM.
Năm 2005, nhận thấy mình có khả năng ăn nói,giao tiếp tốt nên Ngọc Hương đăng ký tham gia khóa 25 chương trình đào tạo người dẫn chương trình của Nhà văn hóa Thanh Niên TP.HCM để thử sức với lĩnh vực MC. Đó chỉ là bước khởi đầu.
Sau lớp học này, Ngọc Hương được rất nhiều nơi mời cộng tác. Trong đó có chương trình Truyền hình Thanh niên trên HTV9, phát sóng vào tối thứ 6, lúc 9h20 một MC Ngọc Hương rất nhí nhảnh, dễ thương và duyên dáng từ tháng 5 - 2006 đến 7 - 2007.
Trong cuộc thi Người dẫn chương trình truyền hình năm 2007, Ngọc Hương đã giành giải Én bạc

## Một số chương trình đã dẫn

### Chương trình truyền hình
- Món ngon mỗi ngày 11h50 HTV7 mỗi ngày (2008 - 2011)[2]
- Truyền hình thanh niên 22h thứ 2 HTV9 (2006 - 2011)
- Vầng trăng cổ nhạc trực tiếp HTV9 (2010 - 2011)
- Giọt nắng phù sa trực tiếp HTV9 (2009 - 2012)
- Sức sống Việt 6h30 VTV3 mỗi ngày (2009 - 2011)
- Chuyện thật như đùa 20h50 VTV9 mỗi ngày (2010 - 2011)
- Hạnh phúc quanh ta 20h thứ 4 THVL1 (2010 - 2012)
- Sống khỏe mỗi ngày 13h THVL1 mỗi ngày (đang phát sóng)
- Cuộc sống tôi yêu 19h45 thứ 2 - thứ 6 VTV9 (đang phát sóng)[3]
- Một giờ mỗi ngày 20h15 Chủ nhật VTV9 (đang phát sóng)
- Cơm ấm nhà mình 11h50 T2-CN(đang phát sóng)

### Các sự kiện đã dẫn
- Hội nghị khách hàng của các doanh nghiệp Hưng Phát Robina, Dược phẩm Á Âu, Friso, TCL, LG Vietnam, Samsung Vietnam, Sony Vietnam, UnitedPharma…
- Lễ khởi công, lễ khánh thành: Cầu Rạch Chiếc, Cầu Phú Long, đường Nam Kì Khởi Nghĩa, Các dự án của công ty Hoàng Quân…
- Hội thảo của các doanh nghiệp: Dell, Lenovo, IBM, HP…
- Livestream | Cảm ơn những tuyến đầu phòng, chống dịch Covid-19